# Kolokani
Kolokani è un comune rurale del Mali, capoluogo del circondario omonimo, nella regione di Koulikoro.